# 大藪龍介
大藪 龍介（おおやぶ りゅうすけ、1938年11月 - ）は、日本の政治学者、運動家。元福岡教育大学教授。

## 経歴
1938年（昭和13年）11月23日、福岡県三潴郡大木町生まれ。1954年、福岡県立伝習館高校入学、翌年久留米大学附設高校に転校し、1957年同校卒業。
1957年4月九州大学法学部入学、教養部学生自治会を通じてマルクス主義に接する。同年12月〜1958年5月まで教養部自治会委員長を務め、1958年9月〜1959年3月まで九州大学学友会委員長を務めた。1959年6月〜1960年9月、九学連（九州地方学生自治会連合）委員長として、安保改定反対闘争を闘い、三池闘争、福教祖勤評反対闘争支援に取り組む。1961年3月、九州大学卒業。卒業後は「職業革命家」を名乗り、革命活動を行う。生活は県庁職員の妻が支えた。
1961年4月、九州大学大学院に入学。1970年、同大学院単位取得退学、九州大学法学部助手。翌年助手を退職し、定職なしで浪人生活を続け、永年の定説とされてきたエンゲルス国家論を乗り越える国家論の創造を課題として本格的な理論研究に取り組み始める。1968年頃にはすでに党派組織から離れていたが、内ゲバの標的となったこともあるという。
1984年4月、富山大学教養部助教授、翌年10月教授。1993年4月、富山大学経済学部教授。1995年10月福岡教育大学教授。2002年3月退職。政治学関係の大学アカデミズム学会には所属せず、フォーラム90'Sや社会主義理論学会に参加する。
1990年代に入って、マルクス主義理論のパラダイム転換を掲げ、国家論・革命論・社会主義論の定説批判・新編成に傾注する一方、新たなマルクス主義理論研究へ、党派や学派を超えた全国的な交流と協同による論集の刊行に努める。　
2017年9月～18年2月、ラオスのカムアン県ヒンブン郡ノングスエ村の中学校教室、およびカンボジアのスベイリエン県のフン・セン・カンポン・ロウ高校の女子寮を、ＮＧＯ民際センターの世話で、寄贈金により建設する。
2019年～2020年、カンボジアのカンポン・ロウ高校女子寮（入寮者20人）にベッド、机と椅子、扇風機を、ラオスのノングスエ中学校（生徒数75人）に学校教材、図書セット、スポーツセットを寄贈する。

## 人物
ニューレフトとして国家論・革命論・社会主義論を軸にマルクス主義理論のパラダイム転換に取り組んでいる。

## 著書
- 『マルクス、エンゲルスの国家論』現代思潮社 1978
- 『近代国家の起源と構造』論創社 1983
- 『現代の国家論 レーニン,パシュカーニス,グラムシ,そして"国家論ルネサンス"』世界書院 社会科学選書 1989
- 『国家と民主主義 ポスト・マルクスの政治理論』社会評論社 1992
- 『マルクス社会主義像の転換』御茶の水書房 1996
- 『マルクス派の革命論・再読』社会評論社 2002
- 『明治維新の新考察 上からのブルジョア革命をめぐって』社会評論社 2006
- 『明治国家論 近代日本政治体制の原構造』社会評論社 2010
- 『国家とは何か 議会制民主主義国家本質論綱要』御茶の水書房 2013 ISBN 978-4-275-01053-7
- 『日本のファシズム　昭和戦争期の国家体制をめぐって』社会評論社 2020
- 『マルクス主義理論のパラダイム転換へ　マルクス・エンゲルス・レーニン国家論の超克 』明石書店 2020
- 復刊『マルクス、エンゲルスの国家論』社会評論社 2024

- 『検証　日本の社会主義思想・運動１』社会評論社 2024

## 共編
- 『社会主義像の展相』加藤哲郎、松富弘志、村岡到共編 世界書院 1993
- 『エンゲルスと現代』杉原四郎、降旗節雄共編 御茶の水書房、1995
- 『マルクス・カテゴリー事典』石井伸男、伊藤誠、田畑稔、正木八郎、渡辺憲正共編 青木書店、1998
- 『20世紀社会主義の意味を問う』社会主義理論学会編 御茶の水書房、1998
- 『新左翼運動40年の光と影』渡辺一衛、塩川喜信共編 新泉社 1999
- 『アソシエーション革命へ』田畑稔、白川真澄、松田博共編 社会評論社、2003
- 『21世紀のマルクス』伊藤誠、田畑稔共編 新泉社、2019

## 分担執筆
- 「マルクスの政治理論」　『概説西洋政治史』　中谷猛、足立幸男編　ミネルヴァ書房　1994
- 「マルクスは革命後の社会をどう組織しようと考えていたか」　『AERA Mook マルクスがわかる』　朝日新聞社　1999
- 「共和主義」「公民」「国家」「政体」　『新マルクス学事典』　的場昭弘、石塚正英、内田弘、柴田隆行編　弘文堂　2000
- 「ボリシェヴィズム」　『政治学事典』　猪口孝、岡沢憲芙、山本吉宣、大澤真幸、スティーヴン・リード編　弘文堂　2000

## 参考
- ホームページ・略歴